# Enric VI de Luxemburg

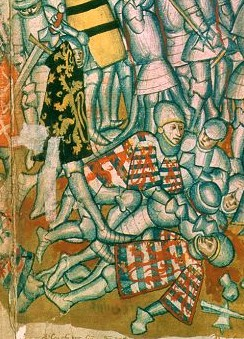
Enric VI de Luxemburg cau mortalment ferit en la batalla de Worringen, il·luminació d'un manuscrit del segle XIV.

Enric VI de Luxemburg (1250 - Worringen, 5 de juny de 1288), comte de Luxemburg i d'Arlon a partir de 1281 i fins a la seva mort, va ser fill d'Enric V, comte de Luxemburg, i de Margarita de Bar.
La major part del seu regnat va estar ocupat per la guerra de successió de Limburg en la qual va lluitar al costat de Renald I de Güeldres enfront de Joan I de Brabant. Va morir al costat del seu germà Walerà, senyor de Ligny, i dos germans bastards en la batalla de Worringen, que va posar fi a la guerra.
S'havia casat el 22 de maig de 1265 amb Beatriu d'Avesnes, filla de Balduí d'Avesnes, senyor de Beaumont, i de Felicitat de Coucy, i neta de Bouchard d'Avesnes i de Margarida II de Flandes. El matrimoni va tenir cinc fills, el major d'ells, Enric VII, comte de Luxemburg, casat el 1292 amb una filla de Joan I de Brabant, va ser escollit rei dels Romans el 1308 i emperador el 1312.